# Erik Vilhelm Le Moine
Erik Vilhelm Le Moine, född den 16 april 1780, död den 6 maj 1859, var en svensk målare.
Le Moine var elev vid Konstakademien och för Pehr Hilleström och vistades 1813-1820 i Finland och Ryssland. Han blev 1840 teckningslärare i Strängnäs. Le Moine målade små landskaps- och stadsbilder samt miniatyrporträtt, av bland andra Carl August Grevesmöhlen, Johan Magnus af Nordin och Erik Sjöberg. Le Moine finns representerad vid bland annat Nationalmuseum i Stockholm.